# Clarke Gayford
Clarke Timothy Gayford (Gisborne, 24 de octubre de 1976) es un periodista y locutor de radio neozelandés, cónyuge de Jacinda Ardern, la primera ministra de Nueva Zelanda.

## Biografía
Gayford se crio en una granja en las afueras de Gisborne. Desde los 11 años se incorporó a Palmerston North Boys 'High School. En 1995, se matriculó en la Universidad de Otago para estudiar una Licenciatura en Artes, antes de trasladarse a la Escuela de Radiodifusión de Nueva Zelanda en Christchurch. Mientras estudiaba en la escuela de radiodifusión, Gayford lanzó con éxito el programa de vida estudiantil Cow TV (1999) al Canal 9 de Dunedin.

## Vida privada
Gayford esta casado, con la primera ministra de Nueva Zelanda Jacinda Ardern, con quien tiene una hija.